# Lista över fornlämningar i Gotlands kommun (Havdhem)
Lista över fornlämningar i Gotlands kommun (Havdhem) är en förteckning av ett urval av de fornlämningar som finns i Havdhem i Gotlands kommun.
| Namn                             | Lämningstyp                      | Tillkomsttid | Historisk indelning | Plats | Läge                 | ID-nr          | Bild                                 |
| -------------------------------- | -------------------------------- | ------------ | ------------------- | ----- | -------------------- | -------------- | ------------------------------------ |
| Havdhem 1:1                      | Grav markerad av sten/block      |              | Havdhem, Gotland    |       | 57.148211, 18.350662 | 10093300010001 | Ladda upp en bild av detta fornminne |
| Havdhem 2:1                      | Hällristning                     |              | Havdhem, Gotland    |       | 57.152707, 18.355600 | 11100000000661 | Ladda upp en bild av detta fornminne |
| Havdhem 3:1                      | Husgrund, förhistorisk/medeltida |              | Havdhem, Gotland    |       | 57.154186, 18.354926 | 10093300030001 | Ladda upp en bild av detta fornminne |
| Havdhem 5:1                      | Stensättning                     |              | Havdhem, Gotland    |       | 57.158316, 18.354138 | 10093300050001 | Ladda upp en bild av detta fornminne |
| Havdhem 7:1                      | Gravfält                         |              | Havdhem, Gotland    |       | 57.175251, 18.342437 | 10093300070001 | Ladda upp en bild av detta fornminne |
| Havdhem 9:1                      | Stenkrets                        |              | Havdhem, Gotland    |       | 57.180500, 18.342148 | 10093300090001 | Ladda upp en bild av detta fornminne |
| Havdhem 9:2                      | Stenkrets                        |              | Havdhem, Gotland    |       | 57.180388, 18.342133 | 10093300090002 | Ladda upp en bild av detta fornminne |
| Havdhem 9:3                      | Stensättning                     |              | Havdhem, Gotland    |       | 57.180297, 18.342767 | 10093300090003 | Ladda upp en bild av detta fornminne |
| Havdhem 9:4                      | Stensättning                     |              | Havdhem, Gotland    |       | 57.180385, 18.342277 | 10093300090004 | Ladda upp en bild av detta fornminne |
| Havdhem 10:1                     | Stensättning                     |              | Havdhem, Gotland    |       | 57.176654, 18.343733 | 10093300100001 | Ladda upp en bild av detta fornminne |
| Havdhem 16:1                     | Stensättning                     |              | Havdhem, Gotland    |       | 57.191406, 18.311724 | 10093300160001 | Ladda upp en bild av detta fornminne |
| Havdhem 20:1                     | Stensättning                     |              | Havdhem, Gotland    |       | 57.182231, 18.343541 | 10093300200001 | Ladda upp en bild av detta fornminne |
| Havdhem 23:1                     | Hällristning                     |              | Havdhem, Gotland    |       | 57.174332, 18.298899 | 11100000000663 | Ladda upp en bild av detta fornminne |
| Havdhem 24:1                     | Fornborg                         |              | Havdhem, Gotland    |       | 57.178106, 18.302261 | 10093300240001 | Ladda upp en bild av detta fornminne |
| Havdhem 25:1                     | Grav markerad av sten/block      |              | Havdhem, Gotland    |       | 57.170742, 18.343384 | 10093300250001 | Ladda upp en bild av detta fornminne |
| Havdhem 26:4                     | Hällristning                     |              | Havdhem, Gotland    |       | 57.158921, 18.279933 | 11100000000664 | Ladda upp en bild av detta fornminne |
| Havdhem 28:1                     | Stensättning                     |              | Havdhem, Gotland    |       | 57.154613, 18.261950 | 10093300280001 | Ladda upp en bild av detta fornminne |
| Havdhem 28:2                     | Stensättning                     |              | Havdhem, Gotland    |       | 57.154755, 18.261701 | 10093300280002 | Ladda upp en bild av detta fornminne |
| Havdhem 28:3                     | Stensättning                     |              | Havdhem, Gotland    |       | 57.154965, 18.261531 | 10093300280003 | Ladda upp en bild av detta fornminne |
| Havdhem 31:1                     | Röse                             |              | Havdhem, Gotland    |       | 57.153161, 18.247425 | 10093300310001 | Ladda upp en bild av detta fornminne |
| Havdhem 31:2                     | Grav markerad av sten/block      |              | Havdhem, Gotland    |       | 57.152992, 18.247353 | 10093300310002 | Ladda upp en bild av detta fornminne |
| Havdhem 31:3                     | Stensättning                     |              | Havdhem, Gotland    |       | 57.153197, 18.246925 | 10093300310003 | Ladda upp en bild av detta fornminne |
| Havdhem 32:1                     | Röse                             |              | Havdhem, Gotland    |       | 57.154475, 18.247178 | 10093300320001 | Ladda upp en bild av detta fornminne |
| Havdhem 32:2                     | Grav markerad av sten/block      |              | Havdhem, Gotland    |       | 57.154392, 18.247096 | 10093300320002 | Ladda upp en bild av detta fornminne |
| Kvinngardråir (Havdhem 33:1)     | Gravfält                         |              | Havdhem, Gotland    |       | 57.147780, 18.246559 | 10093300330001 | Ladda upp en bild av detta fornminne |
| Havdhem 34:1                     | Hällristning                     |              | Havdhem, Gotland    |       | 57.143045, 18.228934 | 11100000000665 | Ladda upp en bild av detta fornminne |
| Havdhem 34:2                     | Hällristning                     |              | Havdhem, Gotland    |       | 57.143356, 18.229321 | 11100000000666 | Ladda upp en bild av detta fornminne |
| Havdhem 35:1                     | Gravfält                         |              | Havdhem, Gotland    |       | 57.141923, 18.280599 | 10093300350001 | Ladda upp en bild av detta fornminne |
| Havdhem 36:1                     | Gravfält                         |              | Havdhem, Gotland    |       | 57.143465, 18.282524 | 10093300360001 | Ladda upp en bild av detta fornminne |
| 1) Ormrör (röset) (Havdhem 38:1) | Gravfält                         |              | Havdhem, Gotland    |       | 57.141120, 18.249395 | 10093300380001 | Ladda upp en bild av detta fornminne |
| Havdhem 48:1                     | Hällristning                     |              | Havdhem, Gotland    |       | 57.156289, 18.341136 | 11100000000667 | Ladda upp en bild av detta fornminne |
| Havdhem 55:1                     | Husgrund, förhistorisk/medeltida |              | Havdhem, Gotland    |       | 57.137174, 18.301090 | 10093300550001 | Ladda upp en bild av detta fornminne |
| Havdhem 55:2                     | Husgrund, förhistorisk/medeltida |              | Havdhem, Gotland    |       | 57.137241, 18.301211 | 10093300550002 | Ladda upp en bild av detta fornminne |
| Havdhem 55:3                     | Husgrund, förhistorisk/medeltida |              | Havdhem, Gotland    |       | 57.137020, 18.301684 | 10093300550003 | Ladda upp en bild av detta fornminne |
| Havdhem 55:4                     | Husgrund, förhistorisk/medeltida |              | Havdhem, Gotland    |       | 57.137132, 18.301169 | 10093300550004 | Ladda upp en bild av detta fornminne |
| Havdhem 74:1                     | Hällristning                     |              | Havdhem, Gotland    |       | 57.142528, 18.227704 | 11100000000668 | Ladda upp en bild av detta fornminne |
| Havdhem 74:2                     | Hällristning                     |              | Havdhem, Gotland    |       | 57.142528, 18.227704 | 11100000000669 | Ladda upp en bild av detta fornminne |
| Havdhem 74:3                     | Hällristning                     |              | Havdhem, Gotland    |       | 57.142528, 18.227704 | 11100000000670 | Ladda upp en bild av detta fornminne |
| Havdhem 75:1                     | Hällristning                     |              | Havdhem, Gotland    |       | 57.142157, 18.226821 | 11100000000671 | Ladda upp en bild av detta fornminne |
| Havdhem 76:1                     | Hällristning                     |              | Havdhem, Gotland    |       | 57.143928, 18.228276 | 11100000000672 | Ladda upp en bild av detta fornminne |
| Havdhem 76:2                     | Hällristning                     |              | Havdhem, Gotland    |       | 57.143928, 18.228276 | 11100000000673 | Ladda upp en bild av detta fornminne |
| Havdhem 76:3                     | Hällristning                     |              | Havdhem, Gotland    |       | 57.143911, 18.228106 | 11100000000674 | Ladda upp en bild av detta fornminne |
| Havdhem 76:4                     | Hällristning                     |              | Havdhem, Gotland    |       | 57.143990, 18.227825 | 11100000000675 | Ladda upp en bild av detta fornminne |
| Havdhem 76:5                     | Hällristning                     |              | Havdhem, Gotland    |       | 57.143932, 18.227672 | 11100000000676 | Ladda upp en bild av detta fornminne |
| Havdhem 79:1                     | Stensättning                     |              | Havdhem, Gotland    |       | 57.156227, 18.262567 | 10093300790001 | Ladda upp en bild av detta fornminne |
| Havdhem 88:1                     | Hällristning                     |              | Havdhem, Gotland    |       | 57.159246, 18.282041 | 11100000000763 | Ladda upp en bild av detta fornminne |
| Havdhem 90:1                     | Stensättning                     |              | Havdhem, Gotland    |       | 57.143114, 18.281447 | 10093300900001 | Ladda upp en bild av detta fornminne |
| Havdhem 122:1                    | Hällristning                     |              | Havdhem, Gotland    |       | 57.191195, 18.312893 | 11100000000764 | Ladda upp en bild av detta fornminne |
| Havdhem 124:1                    | Stensättning                     |              | Havdhem, Gotland    |       | 57.177155, 18.343127 | 10093301240001 | Ladda upp en bild av detta fornminne |
| Havdhem 124:2                    | Stensättning                     |              | Havdhem, Gotland    |       | 57.177345, 18.342954 | 10093301240002 | Ladda upp en bild av detta fornminne |
| Havdhem 124:3                    | Stensättning                     |              | Havdhem, Gotland    |       | 57.177427, 18.343063 | 10093301240003 | Ladda upp en bild av detta fornminne |
| Havdhem 124:4                    | Stensättning                     |              | Havdhem, Gotland    |       | 57.177283, 18.343184 | 10093301240004 | Ladda upp en bild av detta fornminne |
| Havdhem 130:1                    | Gravfält                         |              | Havdhem, Gotland    |       | 57.174312, 18.341891 | 10093301300001 | Ladda upp en bild av detta fornminne |
| Havdhem 132:1                    | Hällristning                     |              | Havdhem, Gotland    |       | 57.157838, 18.353202 | 11100000000765 | Ladda upp en bild av detta fornminne |
| Havdhem 134:1                    | Hällristning                     |              | Havdhem, Gotland    |       | 57.141772, 18.225862 | 11100000000766 | Ladda upp en bild av detta fornminne |
| Havdhem 134:2                    | Hällristning                     |              | Havdhem, Gotland    |       | 57.141377, 18.225383 | 11100000000767 | Ladda upp en bild av detta fornminne |
| Havdhem 134:3                    | Hällristning                     |              | Havdhem, Gotland    |       | 57.141367, 18.225267 | 11100000000768 | Ladda upp en bild av detta fornminne |
| Havdhem 134:4                    | Hällristning                     |              | Havdhem, Gotland    |       | 57.141446, 18.224918 | 11100000000769 | Ladda upp en bild av detta fornminne |
| Havdhem 134:5                    | Hällristning                     |              | Havdhem, Gotland    |       | 57.141443, 18.224598 | 11100000000770 | Ladda upp en bild av detta fornminne |
| Havdhem 135:1                    | Hällristning                     |              | Havdhem, Gotland    |       | 57.143546, 18.228559 | 11100000000771 | Ladda upp en bild av detta fornminne |
| Havdhem 137:1                    | Gravfält                         |              | Havdhem, Gotland    |       | 57.179173, 18.346137 | 10093301370001 | Ladda upp en bild av detta fornminne |
| Havdhem 138:1                    | Stensättning                     |              | Havdhem, Gotland    |       | 57.180137, 18.343473 | 10093301380001 | Ladda upp en bild av detta fornminne |
| Havdhem 140:1                    | Stensättning                     |              | Havdhem, Gotland    |       | 57.188349, 18.327128 | 10093301400001 | Ladda upp en bild av detta fornminne |
| Havdhem 141:1                    | Fornborg                         |              | Havdhem, Gotland    |       | 57.139508, 18.230436 | 10093301410001 | Ladda upp en bild av detta fornminne |
| Havdhem 142:1                    | Stensättning                     |              | Havdhem, Gotland    |       | 57.138683, 18.235582 | 10093301420001 | Ladda upp en bild av detta fornminne |
| Havdhem 168                      | Hällristning                     |              | Havdhem, Gotland    |       | 57.148206, 18.230388 | 12000000038141 | Ladda upp en bild av detta fornminne |
| Havdhem 183                      | Gravfält                         |              | Havdhem, Gotland    |       | 57.206297, 18.320910 | 12000000131957 | Ladda upp en bild av detta fornminne |
| Silte 83:1                       | Stensättning                     |              | Havdhem, Gotland    |       | 57.212997, 18.286451 | 10096200830001 | Ladda upp en bild av detta fornminne |